# Рейсс Ігнатій Станіславович
Ігнатій Станіславович Рейсс (справжнє ім'я — Натан Маркович Порецький) (1899 — 4 вересня 1937) — діяч ЧК-ОГПУ-НКВС, видатний розвідник, неповерненець, відкрито виступив проти сталінізму. Вбитий спецгрупою НКВС у Швейцарії.

## Ранні роки
Народився у містечку Підволочиськ в Австро-Угорщині в єврейській родині. Початкову освіту отримав разом зі старшим братом у Львові. Вищу освіту здобув на юридичному факультеті Віденського університету . Зі львівських часів мав ряд друзів, які згодом стануть радянськими розвідниками. У роки Першої світової війни відвідав Лейпциг, де зустрічався з німецькими соціалістами. У 1918 р повернувся в рідне містечко, працював на залізниці. Старший брат Порецького був убитий в 1920 року під час радянсько-польської війни.
У 1919 році Порицький примкнув до комуністичного руху в Польщі, працював в Комінтерні. У 1920 році відвідав Москву, де одружився, вступив в РКП (б) і незабаром став співробітником ВЧК.

## Кар'єра в ЧК-ОГПУ-НКВС
В 1920–1922 рр. працював у Львові, поширюючи нелегальну літературу. У 1922 році був заарештований та засуджений до 5 років в'язниці. Під час конвоювання втік і через Краків перебрався до Німеччини. В 1922–1929 рр. працював переважно в Західній Європі — в Берліні, Відні, Амстердамі. Контактував з багатьма радянськими розвідниками-нелегалами, в тому числі Яковом Блюмкіним, Василем Зарубіним, Шандором Радо, а також Яном Берзіним. На прохання Ріхарда Зорге займався підготовкою нелегалки Хеди Массінг. У 1927 році Порецькому було доручено створення розвідувальної мережі у Великій Британії.
В 1929–1932 рр. працював в Москві, офіційно в польській секції Комінтерну. Потім до 1937 р базувався в Парижі. В липні 1937 був відкликаний в СРСР, але, знаючи долю багатьох дипломатів, співробітників ІНО НКВС, військових аташе, які повернулися в СРСР, вважав за найкраще залишитися у Франції.
17 липня 1937 виступив у французьких газетах з відкритим листом, що викривав політику Сталіна (насамперед масові розстріли) з лівих позицій. «Тільки перемога соціалізму звільнить людство від капіталізму та Радянський Союз від сталінізму», — писав Рейсс. Після цього він з дружиною та сином втік до глухого швейцарського села Фінот кантону Вале, де переховувався близько місяця. Потім сім'я Порецького вирушила до Терріте кантону Во, а Рейсс 4 вересня вирішив зустрітися з нелегалкою Елізабет Шільдбах, своєї знайомої ще по Лейпцигу, в Лозанні. Поворот Рейсса вітав Лев Троцький, який отримав від нього відомості про підготовлюваний замах.

## Загибель
6 вересня дружина Порецького дізналася з газет, що вночі 4 вересня на дорозі з Лозанни в Пуллі був знайдений труп чоловіка з чехословацьким паспортом на ім'я Ганса Еберхарда. Це був Рейсс, убитий спеціально висланою з Москви групою агентів НКВС під керівництвом С. М. Шпігельгласа. За свідченням О. Орлова, «коли Сталіну доповіли про „зраду“ Рейсса, він наказав Єжову знищити зрадника, разом з його дружиною та дитиною. Це мало стати наочним застереженням усім потенційним неповерненцям». Рейсса вбив агент НКВС Борис Афанасьєв (Атанасов), у групі був і Володимир Сергійович Правдін.
В 1960 році Рейсс був реабілітований.

## Нагороди
- Орден Червоного Прапора (1927)